# Вашаки
Вашаки (англ. Washakie; около 1804 — 20 февраля 1900) — верховный вождь восточных шошонов во второй половине XIX века.

## Биография
Отец Вашаки был из племени банноков, мать — восточной шошонкой из окрестности Уинд-Ривер. Детство провёл в племени флатхедов на территории современного штата Монтана. После смерти отца вместе с матерью вернулся к шошонам. В молодости обрёл репутацию великолепного воина в боях против кроу и черноногих. В конце 1840-х годов стал верховным вождём восточных шошонов.
В 1863 году удержал своё племя от присоединения к восстанию остальных шошонских племён, руководимых вождями Покателло и Медвежьим Охотником против белых поселенцев. В 1869 году в Вайоминге был основан военный пост Кэмп-Браун. С этого момента Вашаки и его воины неоднократно служили разведчиками в армии США в воинах против сиу, шайеннов, арапахо и ютов.
Летом 1876 года принимал активное участие в битве на Роузбад на стороне генерала Джорджа Крука.
В 1878 году армейский пост Кэмп-Браун был переименован в Форт-Вашаки. В 1911 году в Вайоминге был образован округ, названный в честь Вашаки.

## Кино
- «Чудо в девственной глуши» — режиссёр Кевин Дж. Добсон (США, 1992); в роли вождя — Рино Тандер.